# Inczédy János
Inczédy János (Budapest, 1923. június 26. – Budapest/Vác, 2012. december 10.) magyar vegyészmérnök, egyetemi tanár. A Veszprémi Akadémiai Bizottság tagja volt. A Magyar Tudományos Akadémia Környezeti Kémiai Bizottság, az Analitikai Kémiai Bizottság tagja volt. A kémiai tudományok kandidátusa (1957), a kémiai tudományok doktora (1966). A Magyar Tudományos Akadémia tagja (l: 1993–2001; r: 2001-től).

## Életpályája
1941-ben érettségizett a Váci Kegyesrendi Gimnáziumban. 1941–1946 között a József Nádor Műszaki és Gazdaságtudományi Egyetem vegyészmérnök szakán tanult. 1946–1949 között a váci Hamerli Bőrgyárban dolgozott. 1949–1951 között a Pannónia Szőrmeárugyár vezető mérnöke volt. 1951–1970 között a Budapesti Műszaki és Gazdaságtudományi Egyetem általános kémiai tanszékén tanársegéd, adjunktus, docens volt. 1959-ben műszaki egyetemi doktori címet szerzett. 1969–1998 között az IUPAC V. 1. Bizottságnak tagja, 1981–1985 között elnöke volt. 1970–1990 között a Veszprémi Vegyipari Egyetemen tanított; analitikai kémiai tanszékvezető egyetemi tanár. 1976–1980 között a Magyar Kémikusok Egyesülete alelnöke, 1981–1990 között elnöke, 1990-től tiszteletbeli elnöke volt. 1980–1981 között a Veszprémi Vegyipari Egyetem rektora volt. 1981-ben a Moszkvai Mendelejev Egyetem Díszdoktora lett. 1983–1985 és 1993–1998 között az IUPAC Divíziójának tagja volt. 1989–1998 között a Magyar Piarista Diákszövetség alelnöke volt. 1991-ben nyugdíjba vonult. 1993–2001 között a Magyar Tudományos Akadémia levelező, 2001-től rendes tagja volt. 1995-től emeritus professor. 1998-tól a Budapesti Műszaki és Gazdaságtudományi Egyetem tanára volt. 2001-ről a Veszprémi Egyetem díszdoktora volt.

## Családja
Szülei: dr. Inczédy-Meiszner János (1881–1967) és Freisinger Anna voltak. 1949-ben házasságot kötött Ruzicska Saroltával. Négy gyermekük született: János (1949–2010) fizikus, Sarolta (1951), Zsuzsa (1954) és György (1960).

## Művei
- Ioncserélők analitikai alkalmazásai (Budapest, 1962)
- Analytische Anwendung von Ionenaustauschern (Budapest, 1964)
- Analytical application of ion exchangers (Oxford, 1966)
- Komplex egyensúlyok analitikai alkalmazásai (Budapest, 1970)
- Analitikai elválasztási módszerek korszerű irányai. = A kémia újabb eredményei. 10. k. (Budapest, 1972)
- Elválasztásos elemzési módszerek. (fejezet) = Analitikai Kézikönyv (Budapest, 1974)
- Komplexné rovnováhy v analytickej chemii (Bratislava, 1975)
- Analytical applications of complex equilibria (Budapest–Chichester, 1976)
- Rownowagi kompleksowania w chemii analitycznej (Warszawa, 1979)
- Primenenie komplexov v analiticseszkoj himii (Moszkva, 1979)
- Ioncserélők és alkalmazásaik (Budapest, 1980)
- Automatikus és folyamatos analízis (1983)
- Ion exchange. (Tsz.) = Encyclopedia of Analytical Science (London, 1995)
- Kémiai folyamatok műszeres ellenőrzése (2001)

## Díjai
- Akadémiai Díj (1965)
- a Felsőoktatás Kiváló Dolgozója (1973)
- Than Károly-érem (1977, 1984)
- A Magyar Népköztársaság Állami Díja (1980)
- MTESZ-díj (1983)
- Schulek Elemér-emlékérem (1987)
- A Veszprémi Vegyipari Egyetem Arany Emlékérme (1988)
- Antall József-díj (1995)
- Aranydiploma (1996, BME)
- Gyémántdiploma (2006)[5]